# Municipio de Jackson (condado de Johnson)
El municipio de Jackson (en inglés: Jackson Township) es un municipio ubicado en el condado de Johnson en el estado estadounidense de Misuri. En el año 2010 tenía una población de 4782 habitantes y una densidad poblacional de 24,12 personas por km².

## Geografía
El municipio de Jackson se encuentra ubicado en las coordenadas 38°51′34″N 94°2′2″O / 38.85944, -94.03389. Según la Oficina del Censo de los Estados Unidos, el municipio tiene una superficie total de 198.23 km², de la cual 196,81 km² corresponden a tierra firme y (0,71 %) 1,42 km² es agua.

## Demografía
Según el censo de 2010, había 4782 personas residiendo en el municipio de Jackson. La densidad de población era de 24,12 hab./km². De los 4782 habitantes, el municipio de Jackson estaba compuesto por el 96,82 % blancos, el 0,38 % eran afroamericanos, el 0,61 % eran amerindios, el 0,27 % eran asiáticos, el 0,48 % eran de otras razas y el 1,44 % eran de una mezcla de razas. Del total de la población el 1,48 % eran hispanos o latinos de cualquier raza.